# Табла (Болцано)
Табла је насеље у Италији у округу Болцано, региону Трентино-Јужни Тирол.
Према процени из 2011. у насељу је живело 157 становника. Насеље се налази на надморској висини од 674 м.